# Vítov
Vítov (Duits: Veitsdorf of Veitsdorf in Böhmen) is een Tsjechische plaats in de gemeente Žižice in de regio Midden-Bohemen en maakt deel uit van het district Kladno. Het dorp ligt op ongeveer 1 km afstand van Žižice en op ongeveer 5 km afstand van Slaný.
Vítov telt 80 inwoners (2021).

## Geschiedenis
In de buurt van Vítov ligt de plaats Na Boku, waar een prehistorische vindplaats is. Mogelijk dateert Vítov ook uit de prehistorie. De eerste schriftelijke vermelding van het dorp dateert echter van 1318, toen een zekere Dobrohost van Vítov (Dobrohost de Wytowa) werd genoemd.
Tussen 1796 en 1818 werd er steenkool en mineralen gewonnen in de omgeving van Vítov. Christopher Zelner opende vlak bij het dorp de Sint-Anna- en Sint-Barbaraschacht. Ergens na 1848, toen het feodalisme werd afgeschaft, werd Vítov bij de gemeente Žižice gevoegd. Sinds 1960 behoort het dorp - samen met de rest van de gemeente - tot het district Kladno.
Tussen 2014 en 2015 werd een klein waterbekken met dam gebouwd tussen Vítov en Žižice. Ook werden er diverse bomen in de omgeving aangeplant.

## Verkeer en vervoer

### Autowegen
Er loopt een regionale weg (I/16) die Vítov verbindt met onder andere Žižice, Slaný, Mělník en Ješín. Weg I/16J werd in 2019 aangelegd om de verkeersdrukte in Vítov te verlagen, en op 18 december dat jaar geopend.

### Spoorlijnen
Er is geen spoorlijn of station in Vítov. Het dichtstbijzijnde station is Zvoleněves, op 4 km afstand. Dat station ligt aan spoorlijn 110 Kralupy nad Vltavou - Slaný - Louny.

### Buslijnen
In 2019 werd de gemeente Žižice - tezamen met de rest van de regio Slaný - aangesloten op het systeem van Pražská integrovaná doprava (PID).
Er is één bushalte in Vítov:
| Halte         | Lijnen | Routes                      | Vervoerder |
| ------------- | ------ | --------------------------- | ---------- |
| Žižice, Vítov | 617    | Slaný - Kralupy nad Vltavou | ČSAD Slaný |

## Bezienswaardigheden
Op het dorpsplein staat een door Martin Holub gebouwd kruis uit 1759. Ertegenover staat een kapel uit het jaar 1849. Op de top van de heuvel ten noorden van het dorp groeit een gedenkboom.

## Galerij

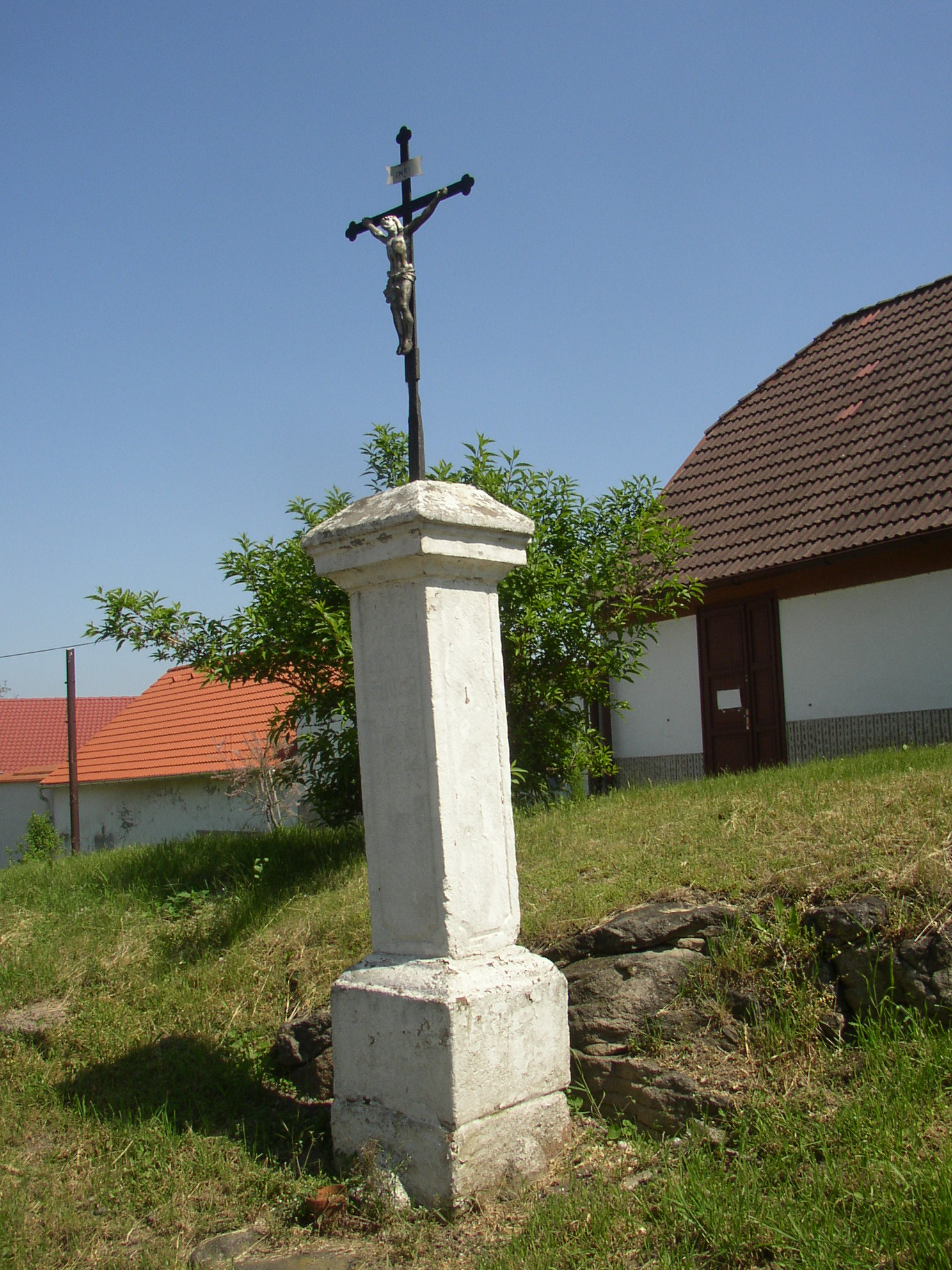
Kruis op het dorpsplein (2012)
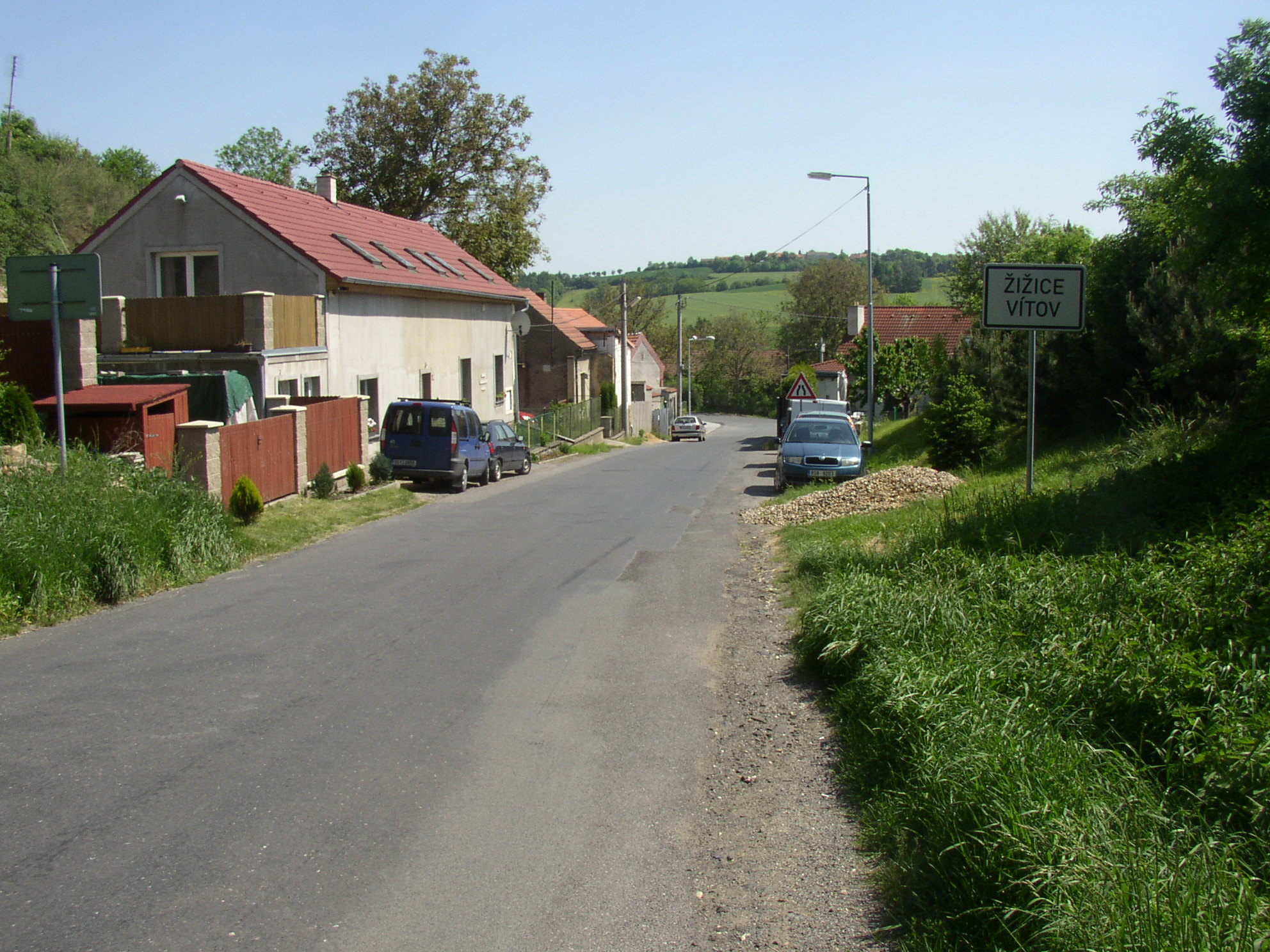
Weg I/16, uit de richting Beřovice (2012)
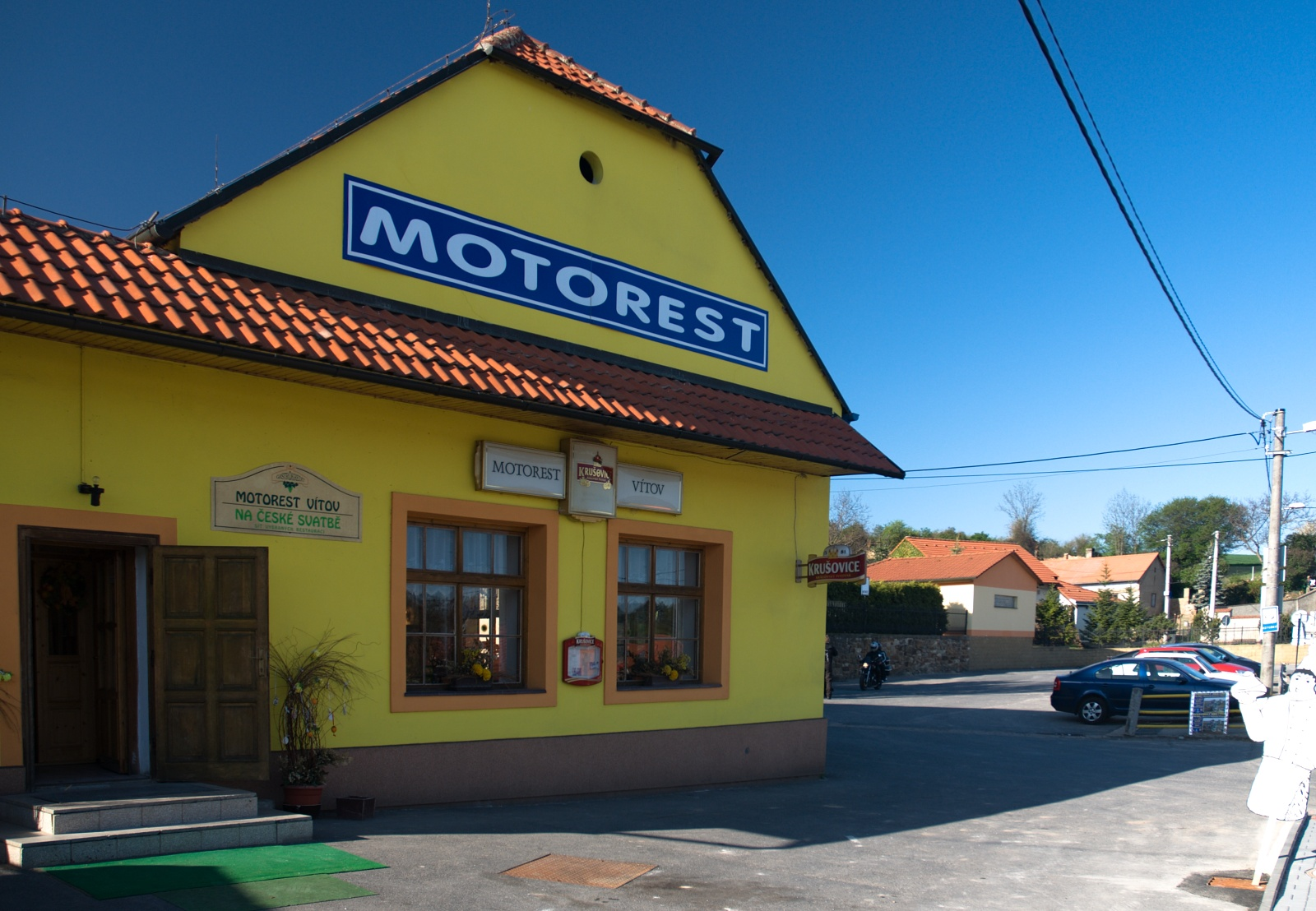
Motorwinkel in het dorp (2012)
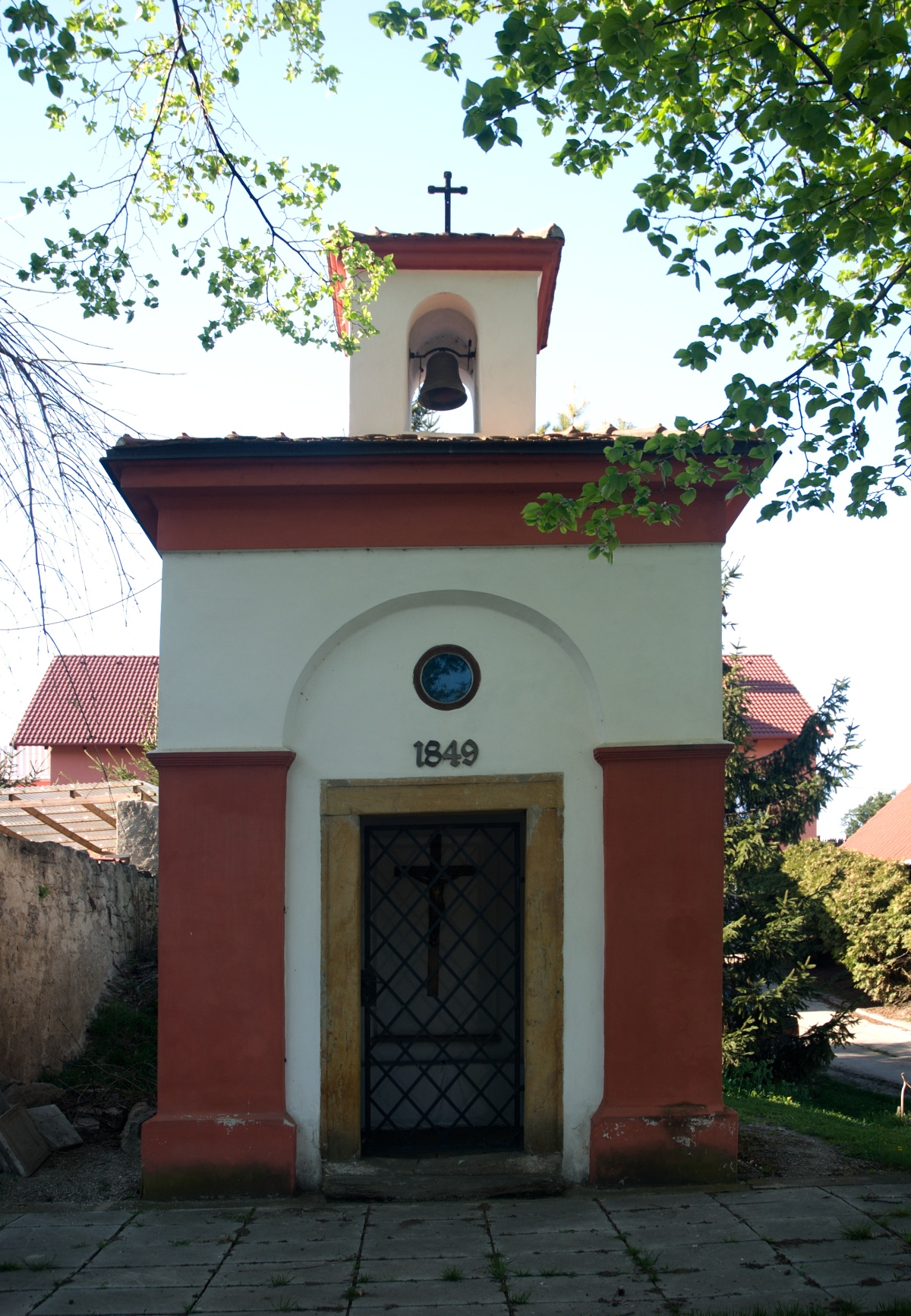
Dorpskapel (2012)
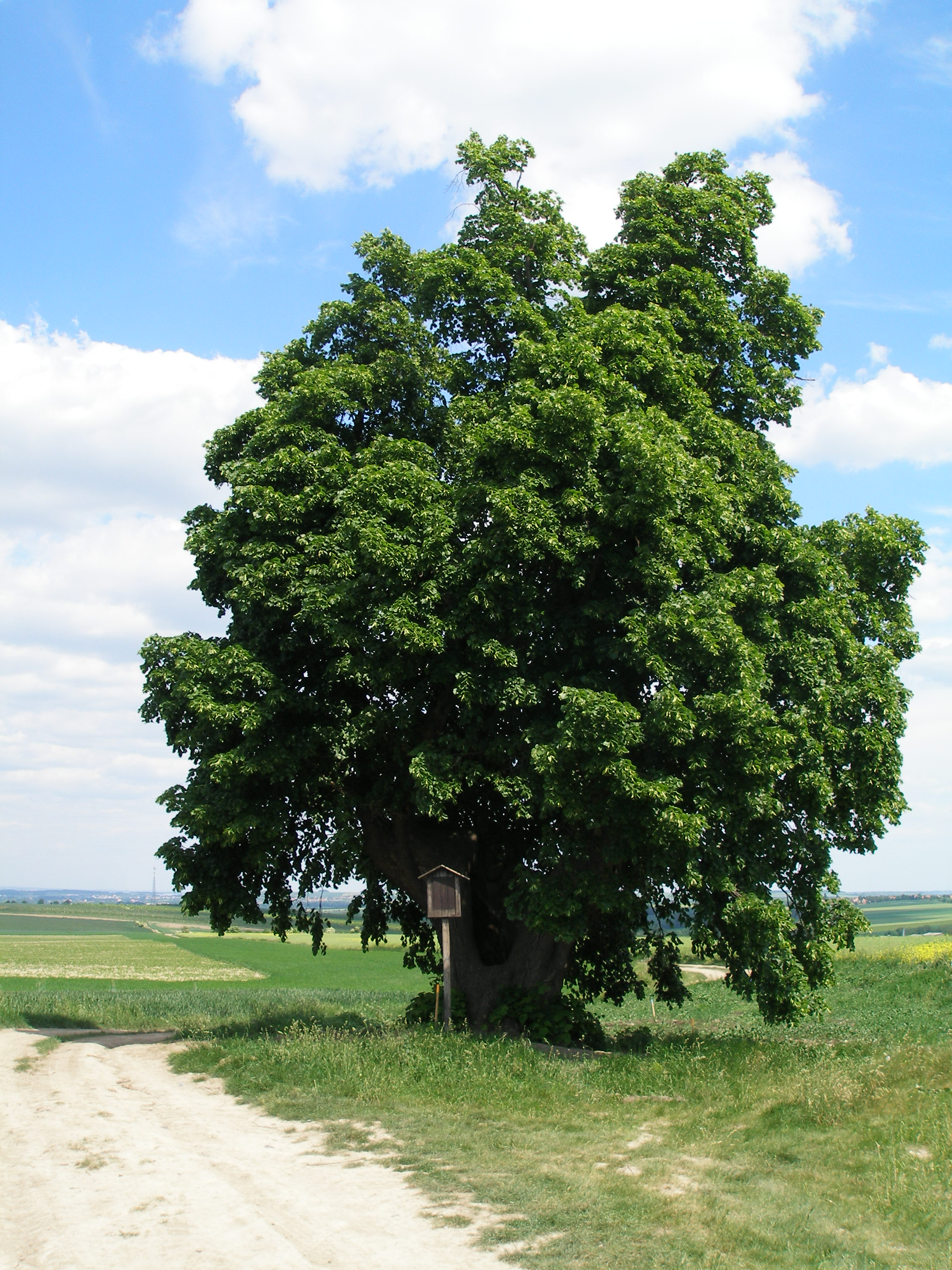
Gedenkboom (2012)